# Линейные корабли типа «Севастополь»
Лине́йные корабли́ ти́па «Севасто́поль» — серия российских линкоров, первые дредноуты российского флота. Проект разработан Балтийским судостроительным заводом в Санкт-Петербурге, под руководством профессора Морской академии И. Г. Бубнова и при участии А. Н. Крылова.
Все четыре серийных корабля были заложены в июне 1909 года на верфях Санкт-Петербурга. На Балтийском заводе были заложены «Севастополь» (головной корабль серии — по дате спуска на воду) и «Петропавловск» (3-й корабль серии), а на Адмиралтейском заводе — «Полтава» (2-й корабль серии) и «Гангут» (последний корабль серии). Корабли были спущены на воду в июне-сентябре 1911 года, введены в строй в ноябре-декабре 1914 года.
Опыт их проектирования лёг в основу создания русских линкоров Черноморской серии типа «Императрица Мария».
Линкор «Парижская коммуна», являясь флагманом Черноморского флота, участвовал в обороне города Севастополь и в 1942 году дважды обеспечивал огневую поддержку в ходе Керченско-Феодосийской десантной операции. В 1943 году кораблю возвращено первоначальное название «Севастополь». Линкоры «Октябрьская революция» (бывший «Гангут») и «Севастополь» были исключены из состава флота ВМФ СССР в 1956 году.

## История создания
В Русско-японской войне, закончившейся для России поражением, она потеряла и значительную часть своего флота. Помимо задачи восстановления флота, Морскому министерству было необходимо проанализировать опыт прошедшей войны и воплотить его в новых кораблях. Одним из выработанных требований к ним стало обеспечение остойчивости корабля при любых полученных в бою повреждениях — по формулировке А. Крылова — «корабль должен тонуть, не опрокидываясь». Для этого предполагалось распространить бронирование на максимально возможную часть надводного борта для предотвращения проникновения воды через обширные пробоины небронированного борта и последующее быстрое опрокидывание корабля, как это имело место в Цусимском сражении. Ряд этих и других мер для повышения боевой живучести, в основном следовавших мировым тенденциям, уже были частично воплощены при доработке строившихся броненосцев типа «Андрей Первозванный». Однако ещё до завершения их постройки, в 1906 году, вступление в строй британского линкора «Дредноут» сделало все броненосцы морально устаревшими, одновременно определив направление развития для будущих линейных кораблей.

## Задание на проектирование
В начале 1906 года учёный отдел Главного морского штаба (ГМШ) в ходе обобщения и исследования опыта русско-японской морской войны произвёл опрос мнений участников боевых действий — офицеров и адмиралов — для объективного определения основных тенденций развития тактико-технических характеристик эскадренного броненосца нового типа. Накапливаемая информация, порой противоречивая, свидетельствовала о необходимости нового подхода к разработке тактических и стратегических заданий на проектирование линейного корабля. По результатам опроса были отмечены следующие выводы: главными данными при создании броненосца должны быть его вооружение, бронирование, скорость и запас угля, а не водоизмещение или число сил машины, которые являются следствием выбранных главных параметров. Во всех предыдущих проектах исходным параметром являлось водоизмещение: так, крейсера линеек «Паллада» — «Олег» строились по заданию на крейсер водоизмещением 6000 тонн, а «Рюрик» начинали строительством по заданию на крейсер в 9000 тонн. Вслед за «Дредноутом», первым реализовавшим опыт русско-японской войны, была осознана необходимость всемерного усиления вооружения путём увеличения числа орудий башенной артиллерии крупного калибра и повышения баллистических качеств этих орудий; орудия коротки, желателен переход к орудиям с длиной ствола в 50 калибров, с увеличенной на 10÷15 % начальной скоростью снаряда; необходимо увеличить вес снаряда; необходимо увеличить угол возвышения орудий главного калибра до 25÷30°; для повышения живучести корабля бронирование должно распространяться на весь надводный борт с обязательным усилением бронирования палуб; корабль должен быть разделён на отсеки таким образом, чтобы, получив пробоины, он не кренился.
В апреле 1906 года вице-адмирал А. А. Бирилёв создал под своим председательством постоянно действующий орган — «Особое совещание», в составе более 20 членов из числа видных адмиралов, начальников центральных управлений и отделов Морского министерства, командиров кораблей и офицеров — специалистов по кораблестроению, вооружению и механизмам — для выработки программы военного кораблестроения и задания на проектирование нового типа броненосца. Открывая первое заседание, А. А. Бирилёв отметил, что в стране нет чёткой программы развития военного кораблестроения, поэтому при определении типов и количества кораблей, необходимых к постройке, следует исходить из собственных соображений. На втором заседании, 22 апреля 1906 года, «Особое совещание» определило в общих чертах основные предпосылки для разработки задания на проектирование нового типа броненосца. Подчёркивалось, что для обеспечения защиты Петербурга с моря береговая оборона нуждается в поддержке главных сил флота в составе быстроходных 20-узловых броненосцев большого водоизмещения, малозаметных, с большим числом орудий «самого крупного калибра», с большим районом плавания. Рассматривая перспективу применения на новом броненосце паротурбинных двигателей, к их достоинствам были отнесены: лёгкость управления кораблём и удержания его на курсе; возможность достижения высокой скорости, отсутствие перебоев и сотрясений при вращении гребных валов. К недостаткам паротурбинных двигателей были отнесены: несовершенство технологии производства, снижение мощности по причине износа концов лопаток ротора, относительно большая масса.
Комиссия С. К. Ратника с учётом рекомендаций «Особого совещания» рассмотрела предэскизные проработки МТК и, в свою очередь, выработала «Основные положения, принимаемые к руководству для составления окончательного проекта», которые явились первым вариантом технических условий на проектирование эскадренного броненосца нового типа и окончательно установили его тактико технические элементы: водоизмещение — несколько более 20 000 т; длина — несколько более 500 футов; ширина — не более 83 фут.; осадка (при сохранении 3 % запаса нормального водоизмещения) — 26 фут.; скорость — не менее 21 уз. (при этом, проектанту предлагалось определить, что потребуется для достижения скорости 22 уз., без 3 % запаса водоизмещения); относительная масса энергетической установки — 0,085 т/л. с. (50 % нагрузки масс — на механизмы и 50 % нагрузки масс — на котлы); нормальный запас топлива — 6 % водоизмещения (при разработке технических условий на механизмы комиссией рассмотрено предложение инженера И. П. Митрохина о комбинированном применении турбин и дизель-моторов и сочтено необходимым рассмотреть его в будущем с точки зрения целесообразности); высота надводного борта от конструктивной ватерлинии — не менее 15 фут.; длина машинных отделений — не менее 76 фут., с обязательным их разделением продольной переборкой в сочетании с наклоном бортов; таранное образование форштевня ликвидировать и преобразовать в ледокольное образование; следует иметь, насколько позволяет водоизмещение, три броневые палубы, из которых верхняя самая толстая 1,5 дюйма средняя — 1,0 дюйм, нижняя — 0,5 дюйма; общая сумма толщин броневых палуб — не менее 3 дюймов; конструктивно нижняя палуба должна располагаться над конструктивной ватерлинией — не ниже 18 дюймов; дымовые трубы бронировать выше верхней палубы в два слоя: внутренний — толщиной до 1,0 дюйма, наружный (кожух) — толщиной до 2,0 дюймов, кожух отдалить от внутреннего слоя — на расстояние 2 фут. Состав артиллерийского вооружения: не менее пяти артиллерийских башен на одном уровне, при условии установки орудий 5×2-305-мм; толщина брони вращающихся частей башен — 10 дюймов. Тип корпуса — обыкновенный (рассмотрены и отклонены предложения корабельных инженеров: И. В. Гуляева — о сверхустойчивом судне — и Г. В. Свирского — об уширенном образовании корпуса).
К концу 1906 года стало известно, что английский «Дредноут» удачно прошёл ходовые испытания, развив наибольшую скорость 22 узла и что в Англии заложили ещё три или четыре аналогичных корабля, при которых боевое значение всех существующих эскадренных броненосцев будет полностью утрачено. Это понимали в руководстве ВМС всех без исключения морских держав, что побуждало их к интенсивному созданию линейных кораблей дредноутного типа — «Дредноутная лихорадка». Особенно интенсивно начали строить дредноуты Англия и Германия. В этих условиях Российская Империя, претендующая на сохранении статуса «Морской державы», не могла оставаться в стороне. Возрождая российский флот, требовалось строить дредноуты.
В период разработки проекта в МГШ наибольшим влиянием пользовались артиллеристы, одним из активнейших выразителем мнения которых являлся А. В. Колчак, бывший в тот период начальником оперативного отдела МГШ.
Именно по настоянию артиллеристов в проекте оказалась доминирующей идея создания корабля, обеспечивающего «идеальное» функционирование артиллерийских систем.
Во время испытаний моделей в Опытовом бассейне из-за приоритетного стремления найти наиболее скоростные обводы вопрос мореходности игнорировался. У выбранной модели развал бортов носовой оконечности был так уменьшен, что не обеспечивал должного восхождения на волну. Ситуация усугублялась относительно небольшой высотой надводного борта, отсутствием баковой надстройки и седловатости палубы, а также допущенной ошибкой в продольной центровке массовых нагрузок, из-за которой дифферент линкоров на нос достигал 0,3 м (посадка свиньёй).
В итоге в условиях даже незначительного для кораблей такого водоизмещения волнения носовая оконечность линкоров, не всплывая на волне, «зарывалась» в неё вплоть до первой башни, и потоки воды и брызги «слепили» оптику её прицелов; ещё более проблематичным было ведение огня носовыми плутонгами противоминной артиллерии.
«Диктат» артиллеристов, игнорировавших такое важнейшее понятие, как мореходность, привёл к обратному результату — серьёзному снижению артиллерийских возможностей линейных кораблей.

## История строительства

### Подготовка к строительству
Начало строительства линкоров было санкционировано императором Николаем II 17 декабря 1908 года, однако реальному началу работ мешал недостаток финансирования. Примерная расчётная стоимость постройки четырёх кораблей оценивалась Морским министерством в 148 миллионов рублей золотом: 37 миллионов за один корабль, в том числе 27,2 миллиона за корпус, бронирование и оборудование, 2,2 миллиона за артиллерийское вооружение и 7,5 миллионов за запасные орудия и боеприпасы. Выделить подобную сумму Морское министерство, в рамках предусмотренной законом своей ежегодной сметы, было не в состоянии, поэтому судьба новых кораблей зависела от получения дополнительных ассигнований через Государственную думу. Однако, хотя в думе и признавалась необходимость создания на Балтике сильного линейного флота для защиты государственных интересов России, единого мнения о способах реализации этой задачи не было, и в 1908 году дума в выделении дополнительных кредитов на постройку линкоров отказала. Одной из причин этого послужило и недовольство думы деятельностью Морского министерства, в частности, при расходовании им средств, выделенных на восстановление флота после Русско-японской войны. Лишь средства, необходимые для начала строительства кораблей, удалось всё же получить благодаря влиянию премьер-министра П. Столыпина, добившегося их выделения через Государственный совет.
Для строительства были выбраны казённые Адмиралтейский и Балтийский заводы как наиболее мощные из доступных министерству предприятий и, вдобавок, простаивавшие из-за отсутствия заказов после спуска на воду последних броненосцев. Каждый из заводов должен был построить по два корабля. Другими крупными участниками строительства должны были стать Обуховский завод, поставлявший артиллерийское вооружение, и Ижорский завод, изготавливавший бронирование. Постройка новых линкоров, которые должны были стать крупнейшими из закладывавшихся доселе российских военных кораблей, требовала расширения и переоборудования Адмиралтейского и Балтийского заводов, для чего были необходимы новые средства. Дополнительные расходы были необходимы и на подготовку Ижорского и Обуховского заводов, так как на первом требовалось во много раз увеличить объёмы выпуска брони, а второй, не имея оборотных средств, но имея задолженности в размере более 6 миллионов рублей, был не в состоянии провести необходимое переоборудование для производства новых 305-мм орудий и башенных установок. Для начала работ Морским министерством из своих сметных средств и заводами из своих запасных капиталов в 1908 году были выделены 2,7 миллиона рублей, но этой суммы было недостаточно и вновь требовалось получение дополнительных ассигнований через Государственную думу. Лишь в мае 1910 года удалось добиться от думы выделения 8,94 миллионов рублей в период с 1910 по 1912 год на подготовку заводов. Вместе с тем, несмотря на выделенные ассигнования, казённые заводы Морского ведомства оказались всё ещё недостаточно подготовлены к строительству новых линкоров. Вдобавок к этому, Морскому министерству из-за неудовлетворительной организации работы не удалось полностью задействовать и эти мощности заводов, часть которых порой простаивала.
Строительство новых линкоров, несущих наиболее современное по тому времени оборудование, потребовало привлечения и ряда других предприятий, как казённых, так и частных. Судостроительную сталь поставляли Кулебакский завод и объединение «Продамет»; башенные установки — Металлический и Путиловский заводы совместно с Обуховским; элеваторы башен и системы аэрорефрижерации погребов — завод «Г. А. Лесснер»; электрооборудование — заводы «Дюфлон, Константинович и Ко», «Сименс-Шуккерт», «Вольта» и «Всеобщая компания электричества»; телефоны и приборы СУО — заводы Гейслера и Эриксона; якорные и рулевые устройства — завод «Сормово». Энергетическая установка для линкоров Балтийского завода изготавливалась им же, тогда как для линкоров Адмиралтейского завода её производил Франко-Русский завод по чертежам Балтийского.

### Стапельный период и спуск на воду
Все четыре корабля были заложены в один день — 3 июня 1909 года. «Гангут» и «Полтава» были заложены на Адмиралтейском заводе, тогда как «Севастополь» и «Петропавловск» — на Балтийском. Постройку кораблей планировалось осуществить в 38 месяцев, закончив в августе 1912 года, но в реальности она значительно растянулась из-за недостаточного финансирования, и как следствие, запоздалого заключения договоров на поставку комплектующих. Фактически, работы стапелях начались лишь сентябре—октябре того же года. Другой, традиционной уже проблемой, стала весовая перегрузка корабля по сравнению с изначальным проектом, в процессе разработки чертежей достигавшая ещё на бумаге 150 т по корпусу и 200 т по механизмам, по состоянию на январь 1910 года. На 1 января 1911 года на строительство кораблей было выделено лишь 12 % необходимой суммы, а готовность корпусов без брони и оборудования для разных кораблей составляла от 36 до 45 % по массе установленных конструкций.
Продолжение строительства такими темпами теряло смысл, поэтому для получения необходимых средств Совету министров пришлось пойти навстречу требованиям думы — был проведён ряд организационных изменений, организована финансовая комиссия по проверке деятельности Морского министерства, а также отправлены в отставку ряд деятелей Морского министерства. После этого, в феврале—марте 1911 года представленная Морским министерством просьба о выделении ассигнований на достройку кораблей была рассмотрена Комиссией по государственной обороне и 19 мая, после принятия Государственной думой, закон об ассигновании средств на достройку линкоров был утверждён Николаем II. Общая стоимость постройки кораблей оценивалась Морским министерством в 147,5 миллионов рублей, из которых за вычетом уже потраченных на постройку к тому моменту средств, на достройку было выделено 119,56 миллионов. Из-за уже значительно отстававших от плана темпов строительства кораблей, сроки их вступления в строй были отодвинуты на 1914 год.
После получения финансирования, темпы постройки резко возросли. К лету 1911 года закончились начавшиеся ещё в январе испытания отсеков на водо- и нефтенепроницаемость, после чего приступили к сверлению дейдвудных отверстий и подготовке кораблей к спуску на воду. Наибольшая степень готовности имелась у «Гангута», но его постройка была задержана, чтобы в первую очередь подготовить к спуску остальные три корабля. Первым 16 июня 1911 года был в торжественной обстановке спущен на воду «Севастополь», ставший головным кораблём серии, за которым 27 июня последовала «Полтава», 27 августа — «Петропавловск» и наконец, 24 сентября — «Гангут». Масса спускаемых корпусов приближалась к 8000 т, около 75 % из которых составлял сам корпус, а остальная часть приходилась на почти полностью установленную палубную броню и около 10 % судовых систем.

### Достройка и испытания
После спуска на воду, работы на линкорах почти прекратились, так как оборудование и вооружение к этому времени готовы ещё не были — начинала сказываться задержка с заключением контрактов на их поставку. Так, на «Гангуте» с сентября по декабрь 1911 года степень готовности по массе установленных конструкций увеличилась лишь на 3 %, при этом готовность энергетической установки и другого оборудования составляла лишь около 3—5 %. Для упорядочения и ускорения, а также контроля качества работ Морским министерством была сформирована специальная комиссия, представлявшая собой аналог военных приёмных комиссий более позднего времени. Фактически, достроечные работы перешли в активную стадию лишь в начале 1912 года. В течение этого года были установлены главные бортовые броневые пояса, а также оборудованы фундаменты башенных установок. Была также начата постройка артиллерийских погребов, однако их пришлось переоборудовать и расширять после принятия в начале 1912 года новых 305-мм снарядов, отличавшихся большей длиной.
В течение 1913 года на корабли были погружены главная энергетическая установка и артиллерийские орудия, закончена установка бронирования. Была установлена палуба вплоть до деревянного настила и смонтированы боевые рубки, надстройки и мачты. Весной 1914 года строительство двух из линкоров вновь затормозилось, на этот раз причиной этого стало стачечное движение, охватившее всю Россию, включая и Адмиралтейский завод. Для борьбы с нехваткой рабочей силы, Морским министерством к постройке кораблей были привлечены и их команды, проживавшие в тот период в Крюковских казармах вблизи завода. В первой половине 1914 года был проведён окончательный монтаж оборудования, а также были изготовлены и установлены на корабли башенные установки, а также проводились окончательные работы по подготовке линкоров к сдаточным испытаниям.
С началом Первой мировой войны в июле 1914 года и вступлением России в войну, было решено провести сдаточные ходовые испытания в сокращённом объёме, не выводя энергетическую установку на форсированный режим, для сбережения её ресурса и сокращения сроков испытаний. Другой причиной этого стало и желание ввести «Гангут» в строй к 27 июля, годовщине Гангутского сражения, в честь которого корабль получил своё имя. 18 июля на «Гангуте» были проведены швартовные испытания энергетической установки, прошедшие успешно. После этого корабль 20 июля был формально принят на вооружение и на нём был поднят вымпел, несмотря на то, что линкор прошёл ещё не все испытания, имел ряд недоделок и не был полностью принят комиссией.
Проведению дальнейших испытаний помешала поломка 29 июля рулевого устройства, на полтора месяца выведшая корабль из строя. Вновь вышел на ходовые испытания, на этот раз в открытом море, «Гангут» лишь 21 сентября, совместно с законченным к тому времени «Севастополем». Однако первым реально законченным и принятым на вооружение линкором стал «Севастополь», завершивший свои ходовые испытания 27 сентября, тогда как «Гангут» 28 сентября оказался выведен из строя, на этот раз поломкой одной из турбин. Испытания показали превышение проектной мощности энергетической установки на 950 л. с. без форсирования, однако её экономичность оказалась ниже заданной. В конце октября, после завершения ремонта турбины, «Гангут» вновь был вынужден встать на ремонт — на этот раз после столкновения с «Полтавой», повреждения которой оказались значительно меньшими. В итоге, завершить испытания линкору удалось только 21 декабря 1914 года, после чего он 22 декабря был реально введён в состав действующего флота. Ходовые испытания «Полтавы» и «Петропавловска» были завершены, соответственно, 24 ноября и 20 декабря.

## Представители
| Название                        | Судоверфь            | Закладка    | Спуск на воду    | Принятие на вооружение       | Судьба                                                                        |
| ------------------------------- | -------------------- | ----------- | ---------------- | ---------------------------- | ----------------------------------------------------------------------------- |
| Севастополь / Парижская коммуна | Балтийский завод     | 3 июня 1909 | 16 июня 1911     | 17 ноября 1914               | разобран на металл в 1956—1957                                                |
| Полтава / Михаил Фрунзе         | Адмиралтейский завод | 3 июня 1909 | 27 июня 1911     | 17 декабря 1914              | снят с вооружения в 1919, частично разобран в 1925, разобран на металл в 1949 |
| Петропавловск / Марат           | Балтийский завод     | 3 июня 1909 | 27 августа 1911  | 21 декабря 1914              | тяжело повреждён в 1941, разобран на металл в 1953                            |
| Гангут / Октябрьская Революция  | Адмиралтейский завод | 3 июня 1909 | 24 сентября 1911 | 20 июня 1914 22 декабря 1914 | разобран на металл в 1959                                                     |

## Описание конструкции
| Нагрузки масс линкоров типов «Севастополь» и «Гельголанд» | Нагрузки масс линкоров типов «Севастополь» и «Гельголанд» | Нагрузки масс линкоров типов «Севастополь» и «Гельголанд» | Нагрузки масс линкоров типов «Севастополь» и «Гельголанд» | Нагрузки масс линкоров типов «Севастополь» и «Гельголанд» |
| Тип                                                       | «Севастополь»                                             | «Севастополь»                                             | «Гельголанд»                                              | «Гельголанд»                                              |
| Статья нагрузки                                           | Масса, т проектная / фактическая                          | % водоизмещения                                           | Масса, т                                                  | % водоизмещения                                           |
| --------------------------------------------------------- | --------------------------------------------------------- | --------------------------------------------------------- | --------------------------------------------------------- | --------------------------------------------------------- |
| Корпус и оборудование                                     | 6594                                                      | 28,7                                                      | 7048                                                      | 30,9                                                      |
| Бронирование                                              | 7745 / 7714                                               | 33,7                                                      | 8293                                                      | 36,8                                                      |
| Энергетическая установка                                  | 2683 / 3260                                               | 11,7                                                      | 1802                                                      | 7,9                                                       |
| Вооружение и боекомплект                                  | 3247                                                      | 14,1                                                      | 3444                                                      | 15,1                                                      |
| Снабжение и команда                                       | 470                                                       | 2,0                                                       | 981                                                       | 4,3                                                       |
| Запас водоизмещения                                       | 1245                                                      | 5,4                                                       | 0                                                         | 0                                                         |
| Нормальный запас топлива                                  | 1016                                                      | 4,4                                                       | 1140                                                      | 5,0                                                       |
| Нормальное водоизмещение                                  | 23 000 / 24 420                                           | 100,0                                                     | 22 808                                                    | 100,0                                                     |

### Корпус
Линкоры типа «Севастополь» имели корпус характерной «мониторной» формы, с минимизированной площадью надводного борта и форштевнем ледокольной формы. Длина корпуса между перпендикулярами составляла 180,1 м, наибольшая длина — 181,2 м; ширина с бронёй составляла 26,89 м. Нормальное водоизмещение по окончательному проекту должно было равняться 23 288 тоннам, а фактическое полное для разных кораблей серии на приёмных испытаниях составляло от 24 800 до 25 946 тонн; осадка при этом колебалась от 8,99 до 9,29 м. Проектная метацентрическая высота корабля составляла 1,76 м.
Конструктивную основу набора корпуса составляла коробчатая килевая балка до двух метров высотой и 150 шпангоутных рам, расположенных со шпацией 1200 мм. Для постройки корпуса применялись три сорта стали: обычная судостроительная, повышенного сопротивления и высокого сопротивления, имевшими, соответственно, предельное сопротивление в 42, 63 и 72 кгс/мм² и предел растяжения не менее 20, 18 и 16 %. Корпус имел три полные палубы и разделялся на водонепроницаемые отсеки тринадцатью поперечными переборками и двумя продольными, отстоявшими на 3,4 м от бортов.
Носовую часть корпуса занимали шпилевое устройство, помещение малых дизель-генераторов, жилые помещения рядового и старшинского состава и баня. Среднюю часть корпуса, от первой до четвёртой башни, занимали помещения главной энергетической установки и артиллерийские погреба. Носовой центральный пост находился под носовой боевой рубкой на третьей палубе. В кормовой части корпуса размещались офицерские каюты, румпельные отделения, помещение больших дизель-генераторов, кормовой центральный пост и радиотелеграфная рубка. Число надстроек было сведено к минимуму — над верхней палубой возвышались, по сути, только орудийные башни, две дымовые трубы, две мачты и две боевые рубки с компактной надстройкой в районе носовой из них.

### Бронирование и противоминная защита
Исходя из опыта Русско-японской войны, изменилось в российском флоте требование к бронированию. Ранее целью бронирования являлась защита жизненно важных частей (погребов, котлов, механизмов). Но специфика войны заключалось в эффективном использовании японцами тяжёлых фугасных снарядов. За период боевых действий отсутствовали случаи пробития японскими бронебойными снарядами брони цитадели и орудийных башен с последующей детонацией боезапаса или вывода энергетической установки из строя. Причинами гибели броненосцев являлись: разрушение фугасными снарядами слабозащищённых или небронированных надводных конструкций; срыв броневых плит при повторных попаданиях снарядов; интенсивное возгорание дерева. Исходя из «цусимского» опыта, считалось необходимым на протяжении всей длины корпуса прикрывать борта в районе ватерлинии толстым броневым поясом, препятствующим проникновению бронебойных снарядов и защищавшим тем самым запас плавучести, а также сплошное бронирование надводной части борта для защиты от фугасных снарядов.
Линкоры типа «Севастополь» имели несколько нетипичную для дредноутов схему бронирования: бронёй закрывался почти весь надводный борт, за исключением сравнительно небольшого участка в корме.
Главный броневой пояс имел высоту в 5,06 м, из которых при проектной осадке над водой возвышались 3,06 м, но из-за перегруза кораблей и увеличившейся реальной осадки, броневой пояс уходил в воду почти на лишний метр. В районе цитадели, на протяжении 116,5 м, главный пояс имел толщину в 225 мм, в оконечностях, доходивших до носа и почти до самой кормы, его толщина уменьшалась до 125 мм. Верхний пояс имел высоту 2,26 м и простирался от траверза четвёртой башни до носа корабля, между носовым и кормовым траверзами его толщина составляла 125 мм, в носовой оконечности она уменьшалась до 75 мм, в районе кормовой оконечности верхний пояс отсутствовал. Броневые плиты закреплялись без подкладки при помощи болтов на прочном контуре, связанном с силовым набором корпуса. Главный пояс нижней частью опирался на специальную полку, принимавшую на себя его вес. Носовой броневой траверз имел толщину 50 мм, в середине корпуса переходя в барбет первой башни, имевший толщину от 50 мм в нижней части до 125 мм в верхней. Аналогичную схему имел и 125-мм кормовой траверз, переходивший в барбет четвёртой башни толщиной от 100 до 200 мм. Помимо наружных броневых поясов, вертикальное бронирование корпуса включало в себя продольные броневые переборки, проходившие по всей длине цитадели на расстоянии 3,4 м от борта и предназначавшиеся для защиты внутренних помещений от осколков снарядов, пробивших главный или верхний броневой пояс. Между нижней и средней палубами переборки имели толщину в 50 мм, а между средней и верхней — 37,5 мм.
Горизонтальное бронирование корпуса состояло из трёх броневых палуб. Верхняя палуба имела толщину в 37,5 мм и покрывала цитадель и носовую оконечность; в кормовой оконечности её толщина составляла 6 мм. Средняя палуба над цитаделью имела толщину 25 мм в средней части корабля и 19 мм — в пространстве между бортами и продольными броневыми переборками. В носовой оконечности она имела толщину 25 мм по всей ширине корабля, а в кормовой — 37,5 мм по всей ширине, кроме участка над румпельным отделением, где она уменьшалась до 19 мм. Нижняя палуба в районе цитадели имела толщину в 12 мм, но в межбортовом пространстве она переходила в 50-мм броневые скосы, лежавшие на 12-мм стальной рубашке. В кормовой оконечности нижняя палуба была горизонтальной по всей ширине корпуса и имела толщину в 25 мм.
Поворотная часть башен главного калибра имела толщину бортовых и вертикальных стенок в 203 мм, тогда как задняя стенка, служившая противовесом, выполнялась из 305-мм бронеплиты. Крыша и днище подвижной части имели толщину в 76 мм. Неподвижное бронирование (барбет) башен имело толщину в 150 мм над верхней палубой и частично ниже неё, нижняя часть барбетов, доходившая до средней палубы, имела толщину в 75 мм. Исключение составляли крайние башни, у которых барбеты служили частью броневых траверзов. Лобовой сектор барбета первой башни имел толщину в 125 мм вместо 75 мм, а у четвёртой башни толщина этой части барбета составляла 200 мм, по некоторым данным — 125 мм. Казематы противоминного калибра были образованы 125-мм верхним броневым поясом и 50-мм продольной переборкой, тогда как их орудийные амбразуры защищались только противоосколочными щитами. Помимо этого, казематы разделялись 19-мм и 25-мм поперечными броневыми переборками.
Бронирование стенок боевых рубок составляло 250 мм, крыши — по разным данным, 100 или 120 мм, также 70-мм броневыми кожухами защищались приводы управления. Кожухи дымовых труб защищались бронированием толщиной 75 в районе основания и 22 мм — в остальной части. Помимо этого, отдельную защиту имело румпельное отделение, заключённое в броневой короб из плит толщиной от 30 до 125 мм.
Специальной противоминной защиты корабли не имели, её роль лишь отчасти восполнялась двойными дном и бортом, доходившим до кромки главного броневого пояса и продольными 8…9-мм переборками из стали повышенного сопротивления. При проектировнии рассматривали возможность введения продольной противоминной переборки, если она будет выдерживать взрыв мины или торпеды, но даже 63 мм переборка, при такой ширине защиты, не выдерживала взрывы стандартных 140—145 кг боевых частей торпед и фактически была бесполезна, а её установка требовала дополнительно увеличить водоизмещение на 500—600 т. При вступлении в строй линкоры были оборудованы противоторпедными сетями, могущими при помощи 32 поворотных балок вывешиваться на стоянках, но уже к концу 1915 года они были сняты, как не оправдывающие себя.

### Вооружение

#### Система управления огнём
Линкоры типа «Севастополь» оборудовались системой управления огнём типа Гейслера, обслуживавшей как главный, так и противоминный калибры. Дальность до цели определялась при помощи одного из двух стереоскопических дальномеров с базой в 6 м — основного, расположенного на мостике боевой рубки или запасного, установленного на крыше кормовой боевой рубки. Показатели дальномера снимались дальномерщиком с периодичностью в 3—5 секунд и передавались по телефону в центральный пост. Курсовой угол цели определялся визиром центральной наводки и также передавался в центральный пост по телефону. Вычисление данных стрельбы производилось вручную в центральной рубке, где находился старший артиллерийский офицер, руководивший стрельбой главного калибра. Там данные дальномера вводились в задающий прибор прицела — механический счётный прибор, вырабатывавший текущую (сглаженную) дистанцию, которая корректировалась старшим штурманом корабля, вводившим в неё поправки с учётом изменения положения цели за время полёта снаряда, в соответствии с расчётными курсом и скоростью вражеского корабля. Далее эта информация поступала к управляющему огнём, переводившему её в угол возвышения для орудий. В данные курсового вручную вносились поправки, учитывавшие упреждение за время полёта снаряда, боковой ветер, отклонение снаряда вправо вследствие вращения (деривацию), в результате чего вырабатывалась итоговая поправка курсового угла — так называемый целик.
Далее данные по углу возвышения орудий передавались по проводам на посты наводки каждого из орудий линкора и отображалась стрелкой на индикаторе возвышения наводчика. Данные текущего курсового угла и целика также передавались по проводам в принимающие приборы башни, где также отображались стрелкой на индикаторе поворота, учитывавшие также поправку на расстояние между визиром центральной наводки и башней — более 100 метров для 4-й башни. Далее наводчикам в башне оставалось только привести показатели реального угла возвышения и поворота к индикаторам и произвести выстрел. Устройство определения крена автоматически замыкало электрические цепи стрельбы всех башен по достижении угла крена в 0°. Механизмы наведения были также снабжены предохранителем, автоматически размыкавшим цепь стрельбы при углах возвышения менее −5°. Помимо этого, основного, режима, каждая башня могла визировать цель самостоятельно, а также вести стрельбу в автономном режиме, при этом данные определялись при помощи башенных прицельных приспособлений и вычислялись по таблицам стрельбы командиром башни. Схожим образом мог управляться огонь артиллерии противоминного калибра, помимо этого каждый плутонг 120-мм орудий мог вести стрельбу самостоятельно, под управлением своего командира.

#### Главный калибр
Артиллерию главного калибра линкоров типа «Севастополь» составляли двенадцать нарезных 305-мм пушек конструкции Обуховского завода, размещавшиеся в четырёх трёхорудийных башенных установках, получивших в СССР обозначение МК-3-12. Орудие имело калибр в 304,8 мм при длине ствола в 52 калибра / 15 850 мм, а его масса составляла 50,7 т. Затвор орудия — поршневой, патент фирмы «Виккерс», конструкции Акселя Велина. Орудие имело объём зарядной каморы в 224,6 дм³ и рассчитывалось на давление в канале ствола до 2400 кг/см², что позволяло обеспечить снарядам образца 1911 года начальную скорость в 762 м/с.
Расположение башен — линейное, углы обстрела установок на один борт составляли: 0…155° для носовой башни, 25…155° для второй и третьей башни и 25…180° для кормовой башни. Таким образом, все двенадцать орудий могли вести обстрел в траверзе ±65°, но носовой и кормовой сектора обстреливались лишь тремя орудиями. Вертикальные углы наведения изначально составляли от −5 до +25°, но на «Севастополе» в ходе модернизации 1933—1938 годов максимальный угол возвышения был увеличен до 40°. Вертикально орудия могли наводиться либо раздельно, либо по два, по три вместе. Наведение орудийной установки осуществлялось при помощи электродвигателей постоянной скорости вращения, работавших через гидромеханические регуляторы скорости, известные как «муфты Дженни» — одного, мощностью 30 л. с. для поворота башни и трёх, мощностью по 12 л. с. — для вертикальной наводки. Максимальная скорость горизонтальной наводки составляла 3,2 град/сек, вертикальной — 4 град/сек, на «Севастополе» в ходе упомянутой модернизации скорость вертикальной наводки была увеличена до 6 град/сек. Также в установке предусматривался ручной привод, при помощи которого могла обеспечиваться скорость горизонтальной наводки в 0,5 град/сек, для чего требовались усилия двенадцати человек, а время наведения в вертикальной плоскость с −5° до +25° при этом не превышало 45 секунд.
Боекомплект артиллерии главного калибра составлял 100 выстрелов на ствол и размещался в четырёх подбашенных погребах, разделённых каждый на две части. Погреба носовой и кормовой башен не вмещали весь боекомплект, поэтому часть его размещалась в запасных погребах, откуда они подавались в основные при помощи ручных талей. В погребах автоматически поддерживалась постоянная температура в 15—25 °C при помощи аэрорефрижераторов системы Вестингауз-Леблан. В ассортимент боеприпасов к орудиям входили бронебойные, полубронебойные, фугасные снаряды и шрапнель, а также практические ядра сталистого чугуна, служившие для учебных стрельб.
Выстрелы картузного заряжания состояли из снаряда и двух полузарядов. Снаряды и полузаряды из погребов сначала, при помощи нижних зарядников, поступали в перегрузочное отделение, откуда уже при помощи верхних подъёмников они попадали непосредственно к орудиям. Заряжание могло производиться при углах возвышения от −5° до +15°. Подъёмники и зарядное устройство имели электроприводы, также имелась независимая система заряжания с ручным приводом, требовавшая усилий четырёх человек для подъёма каждого снаряда. Техническая скорострельность составляла 1,8 выстрелов в минуту. Практическая скорострельность, в зависимости от тренированности расчёта, могла составлять от 1,5 до 2 выстрелов в минуту, при этом в случае продолжительной стрельбы она снижалась для носовой и кормовой башен из-за необходимости доставки боеприпасов из запасных погребов. С другой стороны, во всех башнях имелась возможность на некоторое время поднять скорострельнострельность путём предварительной загрузки части боеприпасов в перегрузочные отделения, откуда их требовалось только поднять к орудиям по верхним подъёмникам. На «Севастополе» при модернизации была установлена новая система заряжания с фиксированным углом заряжания в +6°, повысившая техническую скорострельность до 2,2 выстрелов в минуту, ценой отказа от резервной ручной системы.
| Номенклатура боеприпасов             |                 |                             |            |                          |                         |                                                     |
| Тип                                  | Вес снаряда, кг | Вес метательного заряда, кг | Вес ВВ, кг | Взрыватель               | Начальная скорость, м/с | Дальность табличная при угле возвышения 25/40°, каб |
| Бронебойный обр. 1911 года           | 470,9           | 132                         | 12,96      | КТМБ                     | 762                     | 132 / 161                                           |
| Полубронебойный обр. 1911 года       | 470,9           | 132                         | 61,5       | МРД обр. 1913 г.         | 762                     | 132 / 161                                           |
| Фугасный обр. 1911 года              | 470,9           | 132                         | 58,8       | МРД обр. 1913 г.         | 762                     | 132 / 161                                           |
| Фугасный дальнобойный обр. 1928 года | 314,0           | 140                         | 55,2       | МРД обр. 1913 г. или РДМ | 950                     | 186 / 241                                           |
| Шрапнель                             | 331,7           | 100                         | 3,07       | ТМ-10                    | 811                     | 120                                                 |
| Ядро сталистого чугуна               | 470,9           | 132                         | —          | —                        | 762                     | н/д / 156                                           |

| Бронепробиваемость бронебойного снаряда обр. 1911 года |     |     |     |
| Тип брони / дальность, каб                             | 50  | 100 | 150 |
| Вертикальная, мм                                       | 352 | 207 | 127 |
| Горизонтальная, мм                                     | 17  | 60  | 140 |

#### Противоминный калибр
Артиллерия противоминного калибра состояла из шестнадцати 120-мм нарезных пушек фирмы «Виккерс». Орудия имели скреплённый ствол с длиной ствола 52 (во врезке 50) калибра / 6240 мм и поршневой затвор патента Виккерса (другое название: затвор Велина). Скорострельность орудий составляла 7 выстрелов в минуту. Орудия конструктивно и организационно объединялись в восемь плутонгов по два орудия, размещавшихся в казематах на средней палубе. Сектора обстрела орудий, составлявшие 120° и 130° для разных установок, были подобраны таким образом, чтобы цель, находившаяся на любом курсовом угле, могла обстреливаться как минимум четырьмя из них. Орудия размещались на тумбовых установках, позволявших их наведение в вертикальной плоскости в пределах от −10° до 20°. Угловая скорость горизонтальной наводки составляла 6—8 град/сек, вертикальной — 3,5 град/сек. Заряжание орудий — раздельно-картузное, в штатный их боекомплект входили выстрелы с фугасными, шрапнельными и осветительными снарядами, а также «ныряющими», предназначенными для борьбы с подводными лодками. Боекомплект противоминного калибра изначально составлял 250 выстрелов на ствол, позднее он был увеличен до 300.
| Номенклатура боеприпасов                                                                                        |                 |                             |            |            |                         |                                                |
| Тип | Вес снаряда, кг | Вес метательного заряда, кг | Вес ВВ, кг | Взрыватель | Начальная скорость, м/с | Дальность табличная при угле возвышения 20°, м |
| Фугасный обр. 1907 года                                                                                         | 20,48           | 7—8                         | 2,56       | 7ДТ, МР    | 823                     | 10 431                                         |
| Фугасный обр. 1911 года                                                                                         | 28,97           | 7—8                         | 3,73       | МР         | 795                     | 13 900                                         |
| Фугасный обр. 1928 года                                                                                         | 26,3            | 7—8                         | 1,8        | н/д        | 825                     | 17 010                                         |
| Шрапнель обр. 1907 года                                                                                         | 20,7            | 7—8                         | н/д        | ТМ-6       | 820                     | 10 608                                         |
| Ныряющий | 26,1            | 0,7                         | 5,16       | НВ         | 216                     | 2195                                           |
| Осветительный беспарашютный                                                                                     | 29,48           | 4,8                         | —          | МТ-6       | 660                     | 10 425                                         |
| Помимо них, мог использоваться весь ассортимент снарядов к 120-мм пушкам СА, Канэ и французской образца 1878 г. |                 |                             |            |            |                         |                                                |

#### Зенитная артиллерия
По проекту, зенитное вооружение линкоров типа «Севастополь» должно было состоять из восьми 47-мм орудий, размещавшихся по четыре на крышах первой и четвёртой башен. Однако из-за нехватки таких орудий, фактически, по состоянию на вступление в строй, на «Гангуте» и «Петропавловске» было установлено по два 63,5-мм орудия с боекомплектом в 200 выстрелов на ствол и одному 47-мм орудию, а на «Севастополе» и «Полтаве» — по два 75-мм орудия с боекомплектом 200 выстрелов на ствол и одному 47-мм орудию.

#### Торпедное вооружение
Торпедное вооружение линкоров типа «Севастополь» составляли четыре неподвижных подводных бортовых торпедных аппарата калибра 450 мм, с боекомплектом по три торпеды на аппарат. Торпедные аппараты предназначались лишь для самообороны линкора в крайнем случае, при выходе артиллерии из строя. В боекомплект включались парогазовые торпеды модели 45-12 (образца 1912 года), имевшие вес заряда в 100 кг и дальность хода в 2 км при скорости в 43 узла, либо до 6 км при скорости 28 узлов.

#### Авиационное вооружение
После окончившейся в 1931 году модернизации «Марат» получил авиационное вооружение, состоявшего из одного гидросамолёта-разведчика КР-1. Самолёт хранился на крыше 3-й башни, а его взлёт и посадка осуществлялись с воды, для чего в районе кормовой рубки был размещён кран для подъёма и спуска самолёта на воду. Схожее вооружение, отличавшееся лишь установкой более громоздкого крана 20-тонной грузоподъёмности, получила после модернизации 1931—1934 годов и «Октябрьская Революция». Более мощное авиационное вооружение получила «Парижская Коммуна», на крыше 3-й башни которой в 1930 году была установлена пневматическая катапульта 3-К для запуска двух размещавшихся на борту КР-1, однако уже в 1933 году катапульта была демонтирована, хотя самолёты и краны для их запуска с воды оставались на линкоре до 1940 года.

### Энергетическая установка
Линкоры типа «Севастополь» оснащались паротурбинной силовой установкой. На кораблях имелось четыре котельных отделения, в которых размещались 25 водотрубных паровых котлов Ярроу. Давление пара в котлах было принято 17,5 атм., температура пара 206 °С. Площадь нагревательной поверхности носовых трёх котлов, предназначенных для работы только на жидком топливе, составляла по 311,9 м², остальные котлы имели смешанное питание и площадь нагревательной поверхности по 375,6 м². Топливом для котлов обычно служил уголь, при форсированном режиме работы применялось сжигание нефти. Нормальный запас топлива на борту составлял 816 т угля и 200 т мазута, полный, соответственно — 1500 и 700 т. Главные механизмы силовой установки размещались в трёх машинных отделениях и состояли из 10 паровых турбин системы Парсонса, работавших на четыре вала. В бортовых отделениях размещались по две турбины высокого давления, переднего и заднего хода, работавшие на один вал. В центральном отделении находились два средних вала, на каждый из которых работали три турбины: высокого давления переднего хода, низкого давления переднего хода и низкого давления заднего хода. За моторными отделениями размещалось отделение главных холодильников, в котором помещались циркуляционные насосы и два главных конденсатора с общей площадью охлаждающей поверхности 1951 м². Проектная максимальная мощность силовой установки составляла 32 000 л. с. при 280 об/мин в нормальном и 42 000 л. с. при 300 об/мин в форсированном режиме. В реальности были достигнуты и большие значения, так, на «Полтаве» на ходовых испытаниях в 1915 году удалось достичь 52 000 л. с. при 320 об/мин и показать ход 24,1 узла.

### Судовые устройства и системы
В районе второй и третьей башен находились четыре турбогенератора по 320 кВт.
В носовой части корабля располагались три малых дизель-генератора по 120 кВт с электростанцией.
Кормовая часть были два больших дизель-генератора по 320 кВт с электростанцией

## Модернизация
Линкоры типа «Севастополь» были спроектированы с учётом опыта боевого применения линейных кораблей в период русско-японской войны, в соответствии с принятой до Первой мировой войны оборонительной военно-морской доктриной Российской Империи, для действий в условиях внутреннего Балтийского театра. Вплоть до начала 1930-х гг. в СССР разрабатывалась весьма выгодная в условиях восстанавливаемой экономики оборонительная военно-морская доктрина, в соответствии с которой основное внимание уделялось созданию подводных лодок, торпедных катеров, развитию морской авиации. Восстановление и ввод в состав морских сил балтийского флота (МС БФ) линкоров типа «Севастополь», послужили поводом для принятия решения о их модернизации, с учётом тенденций развития кораблей этого класса у вероятного противника.
В СССР в середине 1920-х годов вопрос о модернизации находящихся в составе МС БФ линкоров типа «Севастополь» активно обсуждался на уровне советских военно-морских специалистов, в большинстве своём полагавших, что эти корабли изначально имели значительные недостатки и морально устарели.
10 марта 1927 года по инициативе начальника ВМС РККА — Р. А. Муклевича состоялось «Особое совещание», на котором с основным докладом выступил авторитетный специалист по изучению зарубежного опыта создания линкоров — В. П. Римский-Корсаков. Докладчик аргументированно обосновал основные причины «устаревания» линкоров типа «Севастополь» и раскрыл перспективные направления их модернизации. В частности, отмечалось: линкоры спроектированы с учётом анализа использования линейных кораблей в Цусимском сражении; главный броневой пояс защищает корабль только от фугасных снарядов и недостаточен против бронебойных снарядов калибром 305-мм, пробивающих 225-мм броню бортового пояса со всех дистанций вплоть до 130 кабельтовых (предельная дальность стрельбы орудий главного калибра); совершенно неудовлетворительно горизонтальное бронирование палубы — 37,5+25 мм, пробиваемое 305-мм бронебойным и фугасным снарядами с дистанций 90—100 кб и больших с образованием мощных осколков, способных пробить корпус до днища; казематно расположенная противоминная 120-мм артиллерия малоэффективна при отражении торпедных атак современных эсминцев (недостаточная — до 75 кб, прицельная дальность стрельбы, вследствие низкого расположения наводчиков и плутонговых командиров, ограниченных в дистанции визуального обнаружения целей; заливаемость орудий носовых плутонгов при относительно небольшом волнении); недостаточна мощность зенитной артиллерии.
С учётом вышеизложенного докладчик рекомендовал возможные направления модернизации линкоров, в частности: усилить бронирование одной из палуб до 75 мм; увеличить дальность стрельбы орудий главного калибра (за счёт использования облегчённых снарядов со специальными баллистическими наконечниками и увеличения угла возвышения орудий главного калибра с 25° до 45°); повысить в 1,5—2 раза скорострельность орудий главного калибра; применить новые дальномеры закрытого типа с увеличением высоты их установки; внедрить новые приборы управления стрельбой (ПУС); обязательно оснастить каждый линкор двумя гидросамолётами; заменить противоминную артиллерию казематного расположения двухорудийными 100-мм башнями с акцентом на необходимость разработки подобных корабельных артиллерийских систем; усилить зенитную артиллерию; для повышения автономности плавания перевести котлы на отопление жидким топливом, при этом в целях компенсации ослабления системы бортовой противоминной защиты корабля из-за ликвидации угольных ям установить бортовые були на подводной части корпуса; ожидаемое из-за установки булей увеличение гидродинамического сопротивления корпуса компенсировать увеличением мощности главной котлотурбинной установки за счёт повышения форсировки котлов; для улучшения мореходных качеств увеличить высоту надводного борта носовой части корпуса; ввести систему противохимической защиты; обновить прожекторные устройства, средства радиосвязи. Для реализации требований модернизации предварительно определены затраты в размере более 40 млн руб. на каждый линкор.
В итоге работы совещания было принято решение в первую очередь перевести котлы на жидкое топливо. Поскольку выделение столь значительных средств на модернизацию в то время было маловероятным, Р. А. Муклевич в заключительном слове отметил безусловную необходимость модернизации линкоров и поручил НТКМ проработать как максимальный, так и минимально необходимый её варианты с обязательным условием перевода котлов на нефтяное отопление и сохранением скорости полного хода не ниже 22 узлов.
5 августа 1927 года, Реввоенсовет СССР (РВСС) постановил: «…ремонт и модернизацию линкоров типа „Севастополь“ начать с восстановления линкора „Фрунзе“».
В конце 1927 года были разработаны конкретные предложения по объёму модернизации. Разработку проектов модернизации линкоров типа «Севастополь» и обеспечение производства конструкторско-технологической документацией вело конструкторское бюро Балтийского завода.
В 1928 −1929 годах линкор «Парижская коммуна», в силу необходимости перевода на Чёрное море, первым подвергся внеплановой предварительной (частичной) модернизации, включающей: изменение обводов носовой части корпуса, придание верхней оконечности носовой дымовой трубы незначительного отгиба в корму и оборудование каждой башни главного калибра автономным дальномерным постом закрытого типа. Эксплуатация корабля в суровых условиях перехода с Балтийского на Чёрное море выявила непригодность реализованного проектного решения по улучшению мореходности корабля и необходимость внести изменения в проект модернизации линкоров типа «Севастополь».
Плановую поэтапную модернизацию, совмещённую с ремонтом, на Балтийском заводе: первым — (в 1928—1931 гг.) проходил «Марат», заводское обозначение проекта — «С-1101»; вторым — (в 1932—1934 гг.) — «Октябрьская революция», заводское обозначение проекта — «С-1102». Третьим, на Севастопольском судоремонтном заводе (в 1934—1941 гг.) — «Парижская коммуна», заводское обозначение проекта — «4103». Столь длительный период модернизации линкоров типа «Севастополь» (1928—1941 гг.), обусловлен решением обеспечить их участие в периодических летних учениях. Процесс модернизации характеризуется последовательной цепью вносимых изменений в проектные решения с учётом опыта эксплуатации и компромиссных решений между тем, что надо было сделать, и что сделать возможно, исходя из реальных экономических и производственных возможностей.
Проекты модернизации для каждого советского линкора разрабатывались последовательно, что определило их индивидуальность. На фоне последовательно вводимых улучшений, сохранялись общие тенденции, проявившиеся в конструктивно-архитектурных изменениях комплексов: «носовая боевая рубка-башня КДП-дымовая труба»; «вторая дымовая труба»; «грот-мачта-кормовая башня КДП-кормовая боевая рубка». При этом, у линкоров: «Марат», «Октябрьская революция», «Парижская коммуна», вышеуказанные комплексы выполнены сугубо индивидуально и в процессе последующих ремонтов (технических модернизаций), подвергались незначительным, опять же, сугубо индивидуальным изменениям.

### Попытки восстановления и модернизации ЛК «Михаил Фрунзе»
5 августа 1927 года, Реввоенсовет СССР (РВСС) постановил: "ремонт и модернизацию линкоров типа «Севастополь» начать с восстановления линкора «Фрунзе», однако, денег для реализации постановления РВСС не хватило. 25 февраля 1928 года правительство согласилось выделить две трети необходимой суммы. 11 мая 1928 года было получено разрешение начать работы по программе «малой модернизации», предусматривающей вместо прежних 25 котлов установить 12 более мощных, из числа изготовленных для линейных крейсеров типа «Измаил». 17 декабря 1928 года Совет труда и обороны своим решением прекратил работы по «малой модернизации» линкора «Фрунзе», фактически отменив постановление РВСС от 5 августа 1927 г., о первоочередном восстановлении этого линкора. 31 января 1930 года техническое управление Управления Военно-Морских Сил выступило с предложением о вводе «Фрунзе» в строй в качестве плавучей батареи с прежним вооружением, но с уменьшенным числом старых котлов. Балтийский флот, в связи с переводом «Парижской коммуны» на Чёрное море, крайне нуждался в усилении. 7 октября 1930 года начальник морских сил Р. А. Муклевич подписал приказ о подготовке предварительных расчётов и технического задания на восстановление линкора «Фрунзе» в трёх вариантах:
- в качестве плавбатареи, вводимой в строй в минимальные сроки и с наименьшими затратами;
- в качестве плавбатареи с постепенной достройкой и модернизацией (ежегодно зимой) до уровня линейного корабля;
- в качестве плавбатареи с переделкой в линейный крейсер с проектной скоростью 27 узлов.

В конце октября 1930 года, на совещании высшего командного состава был одобрен второй вариант. В декабре 1930 года стало известно, что вследствие резкого сокращения ассигнований работы на «Фрунзе» запланированные в 1931 году не смогут быть начаты. 12 января 1931 года Муклевич обратился к наркомвоенмору К. Е. Ворошилову с просьбой разрешить использование оборудования линкора «Фрунзе» для других кораблей и в качестве мобилизационного запаса, а корпус сдать на слом. Нарком отказал, корабль три месяца стоял на приколе. В итоге, 2-я и 3-я башни главного калибра были демонтированы и отправлены на Дальний Восток. В 1934 году башни смонтировали в системе береговой обороны Владивостока на острове Русском (см. Ворошиловская батарея).

### Первый этап модернизации «Парижской коммуны»
Первой в 1929 году был модернизирована «Парижская коммуна», главным образом в целях обеспечения дальнего перехода на Чёрное море. Это была незначительная модернизация корабля, в ходе которой: были изменены обводы носовой, надводной, части корпуса; верхней оконечности передней дымовой трубы был придан отгиб назад; каждая орудийная башня главного калибра была оборудована автономным дальномерным постом закрытого типа; на крыше третьей башни главного калибра была установлена катапульта для самолёта-разведчика. Изменение обводов носовой части корпуса было обеспечено «наращиванием» её «скуловых» бортов, от уровня средней палубы до верхней, переходящих в фальшборты, без бакового палубного настила. Предполагалось, что эти меры уменьшат заливаемость верхней палубы и зарывание форштевня в воду при волнении, обеспечат кораблю более благоприятные условия «входа» в набегающую волну. Однако при сильном волнении фальшборт носовой части при входе в большую волну и при килевой качке выполняли роль огромного «черпака», набирающего десятки тонн забортной воды, перегружающей носовую оконечность верхней палубы и поддерживающие её пиллерсы и переборки.
В штормовых условиях Бискайского залива размах бортовой качки линкора достигал 38° при шквальном ветре до 12 баллов, на корабль обрушивались волны высотой до 10 метров, палуба уходила в воду до первой башни, плавсредства были разбиты в щепы и смыты за борт. Волны сорвали козырьки вентиляционных шахт. В котельных отделениях скопившаяся вода через образовавшиеся в палубе отверстия поднялась до уровня площадок перед котлами и вместе с углём перекатывалась с борта на борт. Разрушилась носовая часть фальшборта и сорвалась правая половина волнолома, в результате корабль начал сильнее зарываться носом в воду. Набираемая носовым «черпаком» вода, задерживаясь на верхней палубе, своим весом давила на поддерживающие пиллерсы, которые не выдержали такой нагрузки и прогнулись. Пришлось подкрепить палубу деревянными упорами.
В процессе модернизации для уменьшения задымлённости носовой надстройки, мешающей наблюдению при управлении кораблём и артиллерийской стрельбе, верхняя часть носовой дымовой трубы выполнена с отгибом назад. Однако этот незначительный отгиб обеспечил результат меньше желаемого.
Все артиллерийские башни главного калибра были оборудованы индивидуальными дальномерными постами. Это нововведение оказалось эффективным и было внедрено при модернизации линкоров «Марат» и «Октябрьская революция».
Передислокация линкора показала, что ледокольное образование носовой части корпуса и отсутствие полубаковой надстройки совершенно не отвечают требованиям мореходности в условиях штормового океана. Выявилась недостаточная автономность плавания, неудобство эксплуатации котлов с угольным отоплением в условиях качки и погрузки топлива в море, неудовлетворительные условия обитаемости.

### Модернизация ЛК. «Марат»
В период 1927—1931 годы линкор «Марат» подвергся более глубокой модернизации, с учётом предшествующего опыта модернизации линкора «Парижская коммуна». Над уровнем верхней палубы была образована полубаковая носовая надстройка высотой 1,8-2,0 м, жёстко скреплённая с набором корпуса и замыкающаяся в верхней своей части, прочным палубным настилом. Были смещены назад бортовые якорные клюзы и образованы якорные ниши. Для увеличения дальности и точности прицельной стрельбы главным калибром впервые были оборудованы высотные, вращающиеся в горизонтальной плоскости, командно-дальномерные посты закрытого типа. Первоначально на «Марат» установили только два КДП — носовой и кормовой (впоследствии были оборудованы ещё два дополнительных носовых). Каждый КДП был оборудован оптическим визиром центральной наводки (ВЦН) и двумя «6-метровыми» дальномерами системы Гейслера, включёнными в состав приборов управления артиллерийским огнём. В соответствии с боевым расписанием, внутри КДП находились визирщик, дальномерщик и управляющий артогнём. Главный носовой КДП, имея значительную массу, располагался на топе мощной цилиндрической башенноподобной фок-мачты, при установке которой большим изменениям подверглись элементы комплекса носовых надстроек: «боевая рубка-фок-мачта-носовая дымовая труба». Для установки кормового КДП комплекс кормовых надстроек также подвергся изменениям, но в меньшей степени. Носовая дальномерная башня была установлена вместо изначальных носовой ходовой рубки и фок-мачты. Элементы носовых надстроек, расположенные в узком пространстве между первой и второй артиллерийскими башнями, с учётом расположения их погребов боезапаса были реконструированы. В частности носовая боевая рубка, мостики (возрождён крытый брезентом носовой ходовой мостик, упразднённый ещё во время постройки корабля), дымовая труба в своей верхней оконечности выполнена с ещё большим отгибом назад. Кормовой КДП был оборудован на достроенной в высоту кормовой ходовой рубке, расположенной между грот-мачтой и боевой рубкой. Для уменьшения «задымления» постов, расположенных на носовых надстройках, верхней оконечности передней дымовой трубы был обеспечен увеличенный отгиб назад, по сравнению с линкором «Парижская коммуна». Вместо 25 котлов типа Ярроу на комбинированном угольно-нефтяном отоплении были установлены 22 котла того же типа, полностью переведённые на нефтяное отопление. Котлы главной энергетической установки размещались в двух котельных отделениях, по три котла и в четырёх отделениях по четыре котла. После модернизации силуэт корабля значительно изменился, новые надстройки гармонично вписались в базовую компоновку, придав советскому линкору, индивидуальный, весьма грозный внешний вид. Носовая цилиндрическая дальномерная башня, перегруженная в своей верхней оконечности площадками и КДП, оказалась недостаточно жёсткой, на некоторых скоростях движения корабля она вибрировала. Это неблагоприятно влияло на условия работы боевых постов. Во избежание больших переделок, на «Марате» ограничились местной амортизацией приборов, установленных как в КДП, так и на других боевых постах, находящихся внутри носовой мачты. Кроме того, при движении корабля носовая мачта с мостиками создавали мощные завихрения, и дым из носовой трубы, попадая в области разрежения, окутывал КДП и другие посты, создавая помеху в управлении кораблём и артиллерийской стрельбой.

### Модернизация ЛК. «Октябрьская революция»
Третьим был модернизирован линкор «Октябрьская революция». Модернизация производилась в ходе планового капитального ремонта на Балтийском заводе, в период 1931—1934 гг. Проект модернизации учитывал положительный и отрицательный опыт реконструкции линкора «Марат». В процессе проектирования был использован метод макетного моделирования комплекса «боевая рубка-фок-мачта-носовая труба». При сохранении принципиальных направлений модернизации линкора «Марат» реализованные технические решения при производстве работ содержали элементы новизны. В частности конструкция башенного типа цилиндрической грот-мачты была пересмотрена, её жёсткость была увеличена за счёт придания ей конической формы, обеспечивающей увеличение площадей поперечных сечений в основании, а также за счёт обеспечения силовой увязки носовой и кормовой дальномерных башен с боевыми рубками а носовой башни, ещё и с передней дымовой трубой, дополнительными горизонтальными связями, образуемыми силовыми, многоярусными горизонтальными консольными площадками. Это достигалось «наращиванием» высот боевых рубок и обеспечивало возможность смонтировать на их верхних основаниях дополнительные силовые площадки для установки зенитных огневых точек. Грот-мачта так же была увязана в силовом отношении с кормовой дальномерной башенной надстройкой, что обеспечило возможность смонтировать на ней весьма громоздкую стрелу катапульты ферменного типа для размещения бортового гидросамолёта. Передней дымовой трубе был обеспечен, по сравнению с ЛК «Марат», более увеличенный отгиб назад. Изменения коснулись организации монтажных работ, в ходе которых часть оборудования, включая дымовую трубу, монтировались на корабль в собранном виде при помощи кранов. В ходе испытаний было установлено, что коническая носовая башня КДП достаточно жёсткая и не вибрирует. Внутри расширяющегося к основанию части мачты оказалось возможным разместить походные рубки для флагмана и командира и ряд боевых постов артиллерийской боевой части. По сравнению с линкором «Марат», были внесены изменения в энергетическую установку. Вместо 25 котлов в шести котельных отделениях установили ранее предназначавшихся для линейных крейсеров типа «Измаил» 12 котлов на нефтяном отоплении, имеющих большую паропроизводительность за счёт увеличенной поверхности нагрева. Уменьшение количества котлов обеспечило возможность сократить объём котельных отделений. Переход на нефтяное отопление обеспечил возможность уменьшить объём хранилищ для топлива, ликвидировать угольные ямы с каналами для подачи угля к котлам, расположенными ниже ватерлинии, тем самым повысить непотопляемость корабля, высвободить отсеки, ранее используемые для запасов угля и переоборудовать их в дополнительные помещения для личного состава, численно возросшего до 1546 человек. Были дополнительно оборудованы: зрительный зал, библиотека, Ленинская каюта, читальня, улучшены условия обитаемости в матросских кубриках, сокращено количество подвесных коек. В процессе модернизации в целях упрощения и увеличения надёжности турбинных двигателей были демонтированы турбины крейсерского хода, как не оправдавшие своё предназначение. В электромеханической боевой части был создан новый командный пункт энергетики и живучести (ПЭЖ) с оборудованием его аппаратурой для опытного определения остойчивости корабля, крен которого задавался затоплением цистерн по командам из ПЭЖ, где наклонения непосредственно замерялись и дублировались данными, поступающими из отсеков, оборудованных весками.
С учётом практики флотов ведущих морских держав, широко внедряющих на крупных кораблях вспомогательные авиационные средства, линкору был придан один гидросамолёт для разведки и корректировке стрельбы. В походном положении гидросамолёт крепился на крыше третьей башни. Для его спуска на воду и подъёма на борт на грот-мачте были смонтированы поворотные ферменные кран-балки, используемые так же для спуска на воду и подъёма бортовых баркасов и паровых катеров, установленных по бокам от кормовой надстройки. От катапультной установки с учётом опыта её эксплуатации на линкоре «Парижская коммуна» отказались.
Однако громоздкие фермы кран-балок, так же не прижились, они мешали стрельбе третьей башни в кормовых курсовых углах. Накануне Великой Отечественной войны кран-балки были демонтированы, а вместо них, с учётом опыта повторной модернизации линкора «Парижская коммуна», на грот-мачте смонтировали более компактную и лёгкую стрелу.
В ходе модернизации на корабле были установлены современные, на уровне 1930-х гг., средства радиосвязи.
В результате модернизации значительно улучшилась мореходность корабля, увеличилась дальность плавания. Полное водоизмещение возросло до 31 275 т. Вследствие увеличения мощности турбинных двигателей с 42 000 до 61 000 л. с., скорость полного хода снизилась незначительно. Остойчивость снизилась вследствие некоторого повышения положения центра тяжести линкора.
В 1941 году на линкор была установлена система размагничивания, аналогичная установленной в 1938 году на линкоре «Марат».

### Второй этап модернизации ЛК. «Парижская коммуна»
В 1936 году линкор «Парижская коммуна» подвергся очередной, более глубокой и наиболее удачной модернизации, проведённой по личной инициативе К. Е. Ворошилова. Модернизация совместно с капитальным ремонтом производились на севастопольском судоремонтном заводе «Имени Серго Орджоникидзе». Проект модернизации учитывал положительный и отрицательный опыт предшествующей модернизации линкора «Октябрьская Революция». В частности были реконструированы котельные отделения, установлены новые главные котлы, оборудованные для отопления мазутом, была полностью переоборудована коммунальная(жилая) палуба. Дополнительно были реализованы следующие конструктивные изменения: усилена броня верхней палубы (вместо полуторадюймовых броневых плит уложили трёхдюймовые, для этого пришлось освоить технологию сверления отверстий в бронеплитах); на верхних основаниях боевых рубок смонтированы увеличенные по размерам конструктивно усиленные площадки для размещения более мощной зенитной артиллерии; для повышения огневой эффективности орудий главного калибра был увеличен максимальный угол их возвышения, при этом была произведена доработка всех башенных орудийных амбразур, в их верхних контурах. По всему кораблю заново проложили десятки километров различных трубопроводов и систем, смонтировано много новых устройств. Производство осуществлялось в кооперации с другими заводами, главным образом, с Николаевским судостроительным заводом, представители которого, во главе с кадровым инженером-судостроителем — П. И. Ермолаевым, внесли значительный вклад для успешного выполнения ответственных заданий. Была проведена модернизация 305-мм башенных установок, которая значительно повысила их боеспособность. Сущность её заключалась в переходе к фиксированному углу заряжания (вертикальному) равному +6°, при одновременном значительном увеличении мощности приводов вертикального наведения, подачи и заряжания. Это позволило повысить скорострельность в среднем на 25 %. Кроме того был увеличен предельный угол возвышения с 25° до 40°, благодаря чему удалось довести дальность стрельбы штатными снарядами до 161 кабельтова вместо прежних 133. Ценой стало увеличение массы вращающейся части артустановки на 4 тонны, из-за чего пришлось демонтировать систему независимой резервной подачи боеприпасов.

### Третий этап модернизации ЛК «Парижская коммуна»
Перед самой войной в целях повышения непотопляемости и боевой живучести корабля в случае минно-торпедного поражения подводной части в районах отсеков боевых и самых больших по объёму — машинно-котельных (турбинных) отделений была доработана подводная часть корпуса. Основная идея модернизации подводной части корпуса была заимствована у германских кораблестроителей, реализовавших её при проектировании и постройке своих «карманных линкоров». В результате на силовых элементах образующих боковые поверхности подводной части корпуса достроили бортовые були — наделки блистерного типа, по обводам напоминающие корпус подводной лодки типа «Щука». Эти протяжённые по длине корпуса були служили специальными защитными устройствами от воздействия торпед. В сечениях поперечных гермоперегородок (переборок) корпуса були так же имели глухие поперечные переборки. Всё пространство между поперечными переборками блистеров было заполнено продольными трубчатыми элементами, обеспечивающими повышение остойчивости и запаса плавучести корабля в случае минно-торпедного поражения подводной части. В результате значительно возросла площадь мидельного сечения корпуса. Однако в процессе ходовых испытаний, вопреки ожидаемому снижению максимальной скорости хода, произошло обратное. Несмотря на увеличение полного водоизмещения, площадей поперечных сечений подводной части, общей смачиваемой площади подводной части корпуса, вследствие изменившихся обводов подводной части — осадка, благодаря блистерам, увеличилась незначительно, при этом скорость полного хода возросла.

## История службы

### Первая мировая война
В конце декабря 1914 года, когда все линкоры типа «Севастополь» вступили в строй, они были собраны в Гельсингфорсе, где на внутреннем рейде они простояли всю зиму 1914—1915 годов в ожидании новой навигации и летней кампании 1915 года. Из линкоров была сформирована новая 1-я бригада линейных кораблей, с «Петропавловском» в качестве флагмана, тогда как составлявшие ранее эту бригаду эскадренные броненосцы образовали 2-ю бригаду. Значительное превосходство германского флота в силе над российским вынуждало последний занимать оборонительную позицию; разработанный в 1912 году Морским генеральным штабом на случай войны план отводил Балтийскому флоту лишь задачу не допустить проникновения германских кораблей в Финский залив. На новые линкоры при этом ложилась задача обеспечения устойчивости центральной минно-артиллерийской позиции. В случае попытки прорыва германских кораблей, линкоры типа «Севастополь» должны были вступать с ними в бой на предельной дистанции стрельбы своих орудий.
В соответствии с утверждённым в начале 1915 года планом боя, линкоры и крейсера были разделены на шесть манёвренных групп; в первую из них вошли «Петропавловск» и «Гангут» вместе с крейсером «Олег», а во вторую — «Севастополь» и «Полтава» вместе с крейсером «Россия». В весну и начало лета 1915 года линкоры проводили только манёвры и учебные стрельбы, также в этот период были завершены испытания артиллерии и торпедных аппаратов. 14 августа 1915 года «Севастополь» и «Гангут» вместе с двумя крейсерами осуществляли прикрытие установки миноносцами минного заграждения в районе Ирбенского пролива. За годы войны все четыре линкора, стеснённые условиями мелководной восточной части Балтийского моря, не раз получали повреждения подводной части корпуса, а «Петропавловск» две недели не могли снять с мели.
В Кронштадте на «Севастополе», 30 октября 1915 года, при перегрузке полузарядов в нижний погреб носовой 12-дюймовой башни один из них, сорвавшись со стропа, упал вниз и, ударившись о палубу, воспламенился. Моментально пламя охватило и полузаряды, лежавшие в ближайших стеллажах. Благодаря грамотным и быстрым действиям личного состава, своевременно включившего систему орошения, пожар удалось ликвидировать в течение нескольких минут. Тем не менее один человек погиб и несколько получили ожоги и отравления газами, но использовавшийся русским флотом порох не содержал нитроглицерина, его возгорание не привело к детонации, как, например, английского кордита (нитроглицеринового бездымного пороха).
В конце осени 1915 года «Петропавловск» и «Гангут» ещё дважды, 29 октября и 23 ноября, участвовали в операциях по прикрытию минных постановок. За всю войну ни одному линкору типа «Севастополь» так и не довелось встретиться со вражескими кораблями и принять участие в бою. Попыток прорыва германский флот не предпринимал, а использование новых кораблей за границами Финского залива было запрещено Ставкой, не желавшей рисковать столь ценными кораблями. В 1916 и 1917 годах ни один из кораблей к участию в боевых операциях уже не привлекался. Единственные потери в годы войны произошли на «Севастополе», на котором 17 октября 1915 года при погрузке боеприпасов произошло воспламенение одного из 305-мм полузарядов. Взрыва погреба удалось избежать, но ожоги получили пятеро матросов, один из которых скончался. Двумя днями позднее, на «Гангуте» произошло стихийное возмущение команды, перешедшее в попытку захватить имевшееся на корабле стрелковое оружие, но офицерам удалось бескровно подавить беспорядки и успокоить матросов.

### Гражданская война
По условиям Брестского мирного договора, корабли Балтийского флота обязаны были либо разоружиться, либо покинуть свои базы в Финляндии. 12—17 марта 1918 года все четыре линкора типа «Севастополь», следуя за ледоколами «Ермак» и «Волынец», совершили переход из Хельсинки в Кронштадт, имея на борту лишь 20—40 % от штатной численности экипажа. В течение 1918 года все линкоры бездействовали, в первую очередь потому, что вплоть до ноября действия флота ограничивались условиями всё того же договора, требовавшего сокращения численности экипажей до минимума, необходимого лишь для поддержания исправности. К этому прибавлялись проблемы со снабжением и уходом матросов в демобилизацию или на фронты Гражданской войны, из-за чего на «Петропавловске» к августу оставалось всего около 200 человек. В результате, 27 августа командующим Балтийским флотом было принято решение оставить в составе действующего флота только один из линкоров — «Петропавловск», с доведением на нём численности экипажа в 75 % от штатной и выведением остальных трёх кораблей в резерв или на консервацию.
В конце октября — начале ноября «Гангут» и «Полтаву» перевели к Адмиралтейскому заводу, где оба корабля были поставлены на длительное хранение. Начало иностранной интервенции и появление в ноябре на Балтике британского флота потребовали организации противодействия им, для чего на кампанию 1919 года из остававшихся в боеспособном состоянии кораблей был сформирован «Действующий отряд», в состав которого вошли «Петропавловск» и находившийся до этого на консервации «Севастополь». В этот период «Петропавловску» пришлось вступить в так и оставшийся единственным в истории линкоров типа «Севастополь» бой с кораблями противника. 31 мая, когда линкор прикрывал ведший разведку эсминец «Азард», последний вывел на него семь преследовавших его британских эсминцев. «Петропавловск» открыл огонь главным и противоминным калибрами, выпустив 16 305-мм и 94 120-мм снаряда по британским кораблям, которые сблизились с линкором на расстояние до 45 кабельтовых, но получив несколько попаданий осколков от близких разрывов, отошли. Из-за опасности атаки британской подводной лодкой, действовавшей в заливе, «Петропавловск» был возвращён на Кронштадтский рейд, где 13—16 июня он принял участие в подавлении мятежа фортов «Красная Горка» и «Серая Лошадь», выпустив по ним 568 снарядов главного калибра, причинивших значительные разрушения. Участие «Севастополя» в боевых действиях ограничилось обстрелом главным калибром наступавших на Петроград белогвардейских частей 20—21 октября. Оба действующих линкора за этот период каких-либо повреждений не получили, а вот на «Полтаве», стоявшей на зимнем хранении практически без экипажа, 24 ноября возник пожар, продолжавшийся в течение 15 часов и приведший к выгоранию и затоплению ряда отделений.
В декабре 1919 года, с началом ледостава, британский флот покинул Финский залив и «Петропавловск» вместе с присоединившемуся к нему поздней осенью «Севастополем» простояли в бездействии в Кронштадте остаток 1919 и весь 1920 год. Когда 1 марта 1921 года начался Кронштадтский мятеж, оба линкора были в него вовлечены. В ходе мятежа вмёрзшие в лёд линкоры вели огонь как по форту «Краснофлотский», бывшей «Красной Горке», на этот раз оставшейся верной правительству, так и по городам Ораниенбаум и Сестрорецк и железнодорожным станциям на берегу залива. Несмотря на то, что «Петропавловск» выпустил в общей сложности 394 305-мм и 940 120-мм, а «Севастополь» — 375 305-мм и 875 120-мм снарядов, стрельба затруднялась окружавшими линкоры кораблями и судами, а также отсутствием разведки и корректировки стрельбы. В результате, линкорам не удалось ни подавить артиллерию форта, ни помешать подвозу войск по железной дороге, зато стрельбой по площадям были разрушены жилые здания и убиты мирные жители. Сами линкоры с 7 марта и вплоть до подавления восстания 17 марта подвергались обстрелу фортами и батареями полевой артиллерии, а также бомбардировкам с воздуха самолётами «Ньюпор 17», но серьёзных повреждений не получили и продолжали вести огонь и по уже штурмующим Кронштадт войскам, капитулировав только вечером 17 марта.

### Межвоенный период
В соответствии с решениями Х съезда РКП(б) (март 1921) о восстановлении флота, для определения технического состояния кораблей, возможности их ремонта и достройки была создана специальная комиссия. Она приняла решение восстановить и ввести в строй все четыре линкора.
Первым начали восстанавливать линкор «Марат» (бывш. «Петропавловск»). 1 августа 1922 года линкор «Марат» был выведен на Большой Кронштадтский рейд и поставлен на бочки. Вскоре линкор «Марат» поднял вымпел. Уже 29 сентября линкор принял участие в манёврах Морских Сил Балтийского моря.
Вторым вступил в строй после восстановительного ремонта в 1925 линкор «Парижская коммуна» (бывш. «Севастополь»). 20-27 июня 1925 он вместе с «Маратом» в сопровождении 6 эсминцев типа «Новик» совершил своё первое большое плавание в Кильскую бухту.
На линкоре «Михаил Фрунзе» (бывш. «Полтава») в 1923 вспыхнул пожар, причинивший большие разрушения. Обследование состояния корабля показало нецелесообразность его восстановления. Уцелевшее оборудование решено было использовать для укомплектования других однотипных линкоров. Корпус простоял на приколе у заводской стенки в Ленинграде до начала ВОВ. В июне 1941 г. его решили отбуксировать в Кронштадт. Но при проводке через Морской канал в результате попадания авиабомбы линкор затонул и сел на грунт у бровки канала.
Линкор «Гангут» более пяти лет простоял на длительном хранении у стенки завода в Ленинграде. В 1924 на нём был начат восстановительный ремонт. 18 апреля 1925 линкор «Гангут» зачислили в состав учебного отряда Морских Сил Балтийского моря. 26 апреля переведён в Кронштадт и поставлен в док Пароходного завода. В мае выведен из дока и занял своё место у причала Усть-Рогатки. 15 мая 1925 на линкоре «Гангут» были подняты военно-морской флаг СССР и гюйс. 2 июля 1925 линкору было присвоено новое название — «Октябрьская революция». 20 сентября 1925 линкор «Октябрьская революция» зачислили в состав отдельно плавающих кораблей с непосредственным подчинением Реввоенсовету Балтийского моря. 23 июля 1926 на линкоре поднят вымпел и корабль вступил в кампанию.
В ноябре 1929 года было принято решение о переводе линкора «Парижская коммуна» с Балтики на Чёрное море. Переход был начат 22 ноября 1929 и продолжался 57 суток. В составе отряда находился также крейсер «Профинтерн» (бывш. «Светлана»). Этот переход показал, что ледокольное образование носовой части линкоров, отсутствие полубака не отвечают требованиям мореходности и делают корабли непригодными для плавания в океане в штормовых условиях. Был выявлен ещё целый ряд существенных недостатков. Встал вопрос о необходимости проведения модернизации линкоров. Модернизация проходила по разным программам. Линкор «Марат» проходил реконструкцию-модернизацию с 1927 года.
Модернизация осуществлялась с 1931 по 1934 и проводилась по многим направлениям. Это создание баковой надстройки, жестко скреплённой с набором корпуса и закрытой сверху прочным настилом, изменения комплекса «боевая рубка — фок-мачта — носовая дымовая труба», установка КДП с ВЦН, изменения в энергетической установке, созданием ПЭЖ, улучшение бытовых условий для л\с, установка новейших средств радиосвязи, новых восьми метровых оптических дальномеров в башнях. Это привело к изменению силуэта кораблей, ставшего характерным для советских линкоров. Неоднократно менялась и система ПВО.
Служба на линейных кораблях доверялась наилучшим офицерам РККФ, а командование линкором было ступенькой перед назначением командиром соединения и присвоением контр-адмиральского звания. Необычной является карьера Е. И. Салмина. В 1925—1926 годах он был командиром линкора «Октябрьская Революция». В 1927—1929 годах командиром линкора «Фрунзе» на Балтийском флоте. В 1933—1934 годах командиром линкора «Парижская коммуна» Черноморского флота, таким образом поочерёдно командовал тремя из четырёх наличных у СССР в предвоенный период линкоров типа «Севастополь». При этом контр-адмиралом он стал через 20 лет в 1944 году на преподавательской работе.

### Послевоенный период
«Севастополь». 24 июля 1954 года переклассифицирован в учебный корабль. В 1956 исключён из состава ВМФ СССР. В 1956—1957 разобран на металлолом.

## Оценка проекта

### Конструкция
Линкоры типа «Севастополь» благодаря превосходным пушкам и снарядам обеспечили бы победу русских броненосцев над японскими в войне 1904—1905 годах. Но это были «корабли напуганных», как были названы броненосцы «Андрей Первозванный» и «Павел», заложенные ещё до ухода к Цусиме эскадры Рожественского, но вступившие в строй из-за многочисленных доделок лишь перед самой войной. В результате диктата артиллеристов вместо мореходных кораблей были построены платформы для артиллерии, пригодные только для береговой обороны. Линейное расположение артиллерии главного калибра было эффективно только для боя в линейных строях, который после Цусимского сражения больше не случался. Причём не заставила конструкторов и штабистов задуматься отмеченная многими участниками Цусимского сражения упущенная возможность фронтальной атаки в начальной фазе боя. А ведь броненосцы типа «Цесаревич»-«Бородино» были построены именно для такого боя и 8 из 12 пушек калибра 6" могли стрелять вперед. К сожалению, осознания этого не произошло и позже — при проектировании более мощных линкоров типа «Измаил».
Ещё одна основополагающая ошибка в проектировании кораблей: так же, как и в случае принятия на вооружение пушек системы Канэ в 1891 году, проектирование и постройка были произведены без предварительных испытаний. Испытания отстрелом были произведены только в 1912 году, когда ничего изменить уже было нельзя: в старый черноморский броненосец «Чесма» был встроен отсек, соответствующий «Севастопольскому». Работа эта была произведена только потому, что в это время началась постройка трёх черноморских линкоров и имелась возможность выделить часть оборудования для испытаний. Выстрелами новейших «Севастопольских» пушек он был приведён в такое состояние, что поверг в ужас всех наблюдавших начальников. В результате чего и был отдан приказ «Севастополи» в бой против броненосных сил противника не выпускать. Хотя на самом деле можно было радоваться мощности Обуховских пушек и новейших снарядов. Качество же пушек производства Обуховского завода и подготовка артиллеристов в межвоенный период были высокого уровня (усвоенный урок русско-японской войны) и во время встречи в Чёрном море линкора «Императрица Екатерина Великая» с линейным крейсером «Гёбен» последний был накрыт первым же залпом и сразу пустился в бегство, используя преимущество в скорости.
Вдобавок ко всем ошибкам «Севастополи» были непригодны к морскому плаванию, что было продемонстрировано во время перегона «Севастополя» из Балтийского в Чёрное море, когда он едва не погиб в шторме.
305-мм орудия конструкции Обуховского завода получали высокие оценки со стороны как российских, так и зарубежных специалистов. Их 470,9-килограммовые снаряды были самыми тяжёлыми среди 305-мм орудий своего периода, однако это принесло и свои проблемы, поскольку орудия при создании рассчитывались на облегчённые снаряды образца 1907 года. Принятие на вооружение более тяжёлых снарядов заставило снизить их начальную скорость, поскольку увеличить давление в стволе для её сохранения было невозможно. Но даже несмотря на это, изменившееся, по сравнению с проектным, распределение давлений в канале ствола, в сочетании с недостаточным качеством стали, из которой изготавливались орудия, вызывало быстрое выгорание канала ствола и со временем, как следствие, потерю точности стрельбы.
В плане номинальной мощности батареи противоминного калибра, линкоры типа «Севастополь» находились на уровне большинства своих современников, и их 16 120-мм орудий в целом соответствовали проектной задаче — отражению атаки дивизиона миноносцев. В сравнении с довоенными иностранными кораблями, существенно превосходили их в этом отношении лишь французский тип «Курбэ», а также германские дредноуты. «Курбэ», с их скорострельными 138,6-мм орудиями, имели над российскими линкорами почти полуторакратное превосходство в огневой производительности, при этом превосходя их и в останавливающем действии отдельного снаряда. Ситуация с германскими линкорами не столь однозначна. Сохранив на германских дредноутах артиллерию среднего калибра — 150-мм орудия, имевшие значительно большую массу снаряда и его останавливающую способность, отличались меньшей скорострельностью и сравнимой огневой производительностью немцы сначала проиграли, а потом выиграли из-за увеличившихся в размерах эсминцев.
При этом российские линкоры значительно превосходили все ранние британские линкоры с их 102-мм противоминной артиллерией, малоэффективной из-за малого веса снарядов. 127-мм орудия линкоров США были по своим возможностям близки к 120-мм орудиям «Севастополей», как и 120-м орудия итальянских кораблей. Однако реальная эффективность противоминной артиллерии «Севастополей» снижалась из-за её расположения на средней палубе и перегрузки, в результате чего стволы орудий оказывались всего в 4,6 м над поверхностью воды. В сочетании с низкой мореходностью линкоров, зарывавшихся в волну по первую башню уже при сравнительно небольшом волнении, это делало проблематичным использование орудий, особенно носовых. Помимо этого, недостатками противоминной артиллерии являлось её размещение прямо под секторами стрельбы главного калибра, в зоне действия дульных газов, а также проблематичность стрельбы орудий на значительных дистанциях без использования центральной наводки, поскольку наводчикам орудий, из-за их низкого расположения, цели были попросту не видны.
Линкоры разрабатывались и строились исходя из опыта Русско-японской войны и в наибольшей степени воплотили в себе идеи, являвшиеся следствием Цусимы.
Почти сплошное бронирование борта защищало корабли от фугасных снарядов, но было недостаточным против 305-мм бронебойных снарядов. Бортовая 225-мм броня пробивалась ими до 130 кб, то есть до предельной дальности стрельбы 305-мм орудий главного калибра самих линкоров. Любое попадание в 76-мм крыши башен или в их барбеты (75—150 мм) могло вывести башню из строя или вызвать взрыв её погреба. Совершенно недостаточна была и горизонтальная защита (палубы — 37,5+25 мм), пробивавшееся 305-мм бронебойным снарядом с дистанций 90—100 кб и больших. Не защищала она и от попаданий 305-мм фугасных снарядов в верхнюю палубу, при которых могли образоваться мощные осколки, пробивающие среднюю палубу.

### Боевые возможности
Ещё задолго до окончания строительства пришло понимание невозможности выхода линейных кораблей типа «Севастополь» в открытую часть Балтийского моря для вступления в эскадренный бой с германскими дредноутами. Всем было очевидно, что линкоры, со всем набором свойственных им недостатков и устаревания, будут в случае такого боя расстреляны с дальних дистанций. И если в теоретических изысканиях офицеров-штабистов исход боя с кораблями типа «Кайзер», из-за относительного превосходства линейных кораблей типа «Севастополь» в огневой мощи, но явного проигрыша по бронированию, ещё являлся достаточно спорным, то исход боя с более совершенными германскими дредноутами типа «Кёниг» ни у кого не вызывал сомнения.

### Сравнительная оценка
| ТТХ линкоров типа «Севастополь» и заложенных в тот же период зарубежных аналогов         |                             |                                                  |                             |                             |
|                                                                                          | тип «Севастополь»           | тип «Гельголанд»                                 | тип «Колоссус»              | тип «Флорида»               |
| Государство                                                                              | Российская империя          | Германия                                         | Великобритания              | Соединённые Штаты Америки   |
| Дата закладки головного корабля                                                          | 16 июня 1909                | 24 декабря 1908                                  | 8 июля 1909                 | 9 марта 1909                |
| Дата вступления в строй головного корабля                                                | 17 ноября 1914              | 19 декабря 1911                                  | июль 1911                   | 15 сентября 1911            |
| Полное водоизмещение, т                                                                  | 25 850                      | 25 200                                           | 23 050                      | 23 033                      |
| Артиллерия главного калибра                                                              | 12 (4×3) 305-мм/52          | 12 (6×2) 305-мм/50                               | 10 (5×2) 305-мм/50          | 10 (5×2) 305-мм/45          |
| Бортовой залп ГК, орудий                                                                 | 12                          | 8                                                | 10                          | 10                          |
| Противоминный калибр                                                                     | 16×120-мм/52                | 14×150-мм/45                                     | 16×102-мм/50                | 16×127-мм/51                |
| Бортовое бронирование, мм                                                                | 100—225                     | 80—300                                           | 102—279                     | 229—279                     |
| Бронирование палубы, мм                                                                  | 37,5 + 25                   | 45 + 55                                          | 32 + 44                     | 38…51                       |
| Энергетическая установка                                                                 | паротурбинная, 42 000 л. с. | паровые машины тройного расширения, 28 000 л. с. | паротурбинная, 25 000 л. с. | паротурбинная, 28 000 л. с. |
| Максимальная скорость, узлов                                                             | 23                          | 20,5                                             | 21                          | 20,75                       |
| ТТХ линкоров типа «Севастополь» и вступивших в строй в тот же период зарубежных аналогов |                             |                                                  |                             |                             |
|                                                                                          | тип «Севастополь»           | тип «Кёниг»                                      | тип «Айрон Дьюк»            | тип «Нью-Йорк»              |
| Государство                                                                              | Российская империя          | Германия                                         | Великобритания              | Соединённые Штаты Америки   |
| Дата закладки головного корабля                                                          | 16 июня 1909                | октябрь 1911                                     | 12 января 1912              | 11 сентября 1911            |
| Дата вступления в строй головного корабля                                                | 17 ноября 1914              | 10 августа 1914                                  | март 1914                   | 15 апреля 1914              |
| Полное водоизмещение, т                                                                  | 25 850                      | 29 200                                           | 29 560                      | 28 367                      |
| Артиллерия главного калибра                                                              | 12 (4×3) 305-мм/52          | 10 (5×2) 305-мм/50                               | 10 (5×2) 343-мм/45          | 10 (5×2) 356-мм/45          |
| Бортовой залп ГК, орудий (кг)                                                            | 12 (5650)                   | 10 (4055)                                        | 10 (6350)                   | 10 (6350)                   |
| Противоминный калибр                                                                     | 16×120-мм/52                | 14×150-мм/45                                     | 12×152-мм/45                | 21×127-мм/51                |
| Бортовое бронирование, мм                                                                | 100—225                     | 80—350                                           | 102—305                     | 254—305                     |
| Бронирование палубы, мм                                                                  |                             |                                                  |                             |                             |
| Энергетическая установка                                                                 | паротурбинная, 42 000 л. с. | паротурбинная, 31 000 л. с.                      | паротурбинная, 29 000 л. с. | паромашинная, 28 100 л. с.  |
| Максимальная скорость, узлов                                                             | 23                          | 21                                               | 21,25                       | 21                          |